# Guinea-Bisáu en los Juegos Paralímpicos de Tokio 2020
Guinea-Bisáu estuvo representada en los Juegos Paralímpicos de Tokio 2020 por un deportista masculino. El equipo paralímpico guineano no obtuvo ninguna medalla en estos Juegos.